# Lista histórica dos condados da França
Esta lista identifica todas os condados, em suas divisões territoriais, que existiam dentro das fronteiras francesas, presentes ou passadas, e o que também tenha sido construído ou oficialmente reconhecido como condado.

## A
- Condado de Agen
- Condado de Alençon
- Condado de Anjou ou Condado de Angers
- Condado de Angoulême ou Angoumois
- Condado de Anjou
- Condado de Arles
- Condado de Armagnac
- Condado de Amiens
- Condado de Arques ou de Talou, na Normandia
- Condado de Artois
- Condado de Astarac
- Condado de Aumale, na Normandia
- Condado de Aurilac (passou a Abadia no séc IX)
- Condado de Autun
- Condado de Auvergne
- Condado de Auxerre, na Borgonha
- Condado de Auxois, na Borgonha
- Condado de Auxonne, na Borgonha
- Condado de Avalon, na Borgonha
- Condado de Avignon
- Condado de Ayen, em Corrèze

## B
- Condado de Bar (Na margem esquerda do rio Mosa em 1301. Na margem direita estava o ducado de Bar, em 1766)
- Condado de Bassigny em Haute-Marne
- Condado de Bayeux
- Condado de Beaumont-le-Roger, na Normandia
- Condado de Beauvais
- Condado de Belfort
- Condado de Bigorre
- Condado de Bitche
- Condado de Blois
- Condado de Bonne, em Saboia
- Condado de Boucouaren
- Condado de Bolonha
- Condado da Borgonha, Ducado da Borgonha
- Condado de Braine
- Condado de Brionne, na Normandia

## C
- Condado de Carcassonne
- Condado de Carladès
- Condado de Cerdagne
- Condado de Chalon (Chalon-sur-Saône)
- Condado de Champagne
- Condado de Charolais, na Borgonha
- Condado de Chartres
- Condado de Château-Chinon, na Borgonha
- Condado de Coligny em seguida Ducado de Coligny
- Condado de Cominges
- Condado de Corbeil
- Condado de Corse
- Condado de Cornouaille, na Bretanha
- Condado de Créhange.

## D
- Condado de Dreux
- Condado de Dunois

## E
- Condado de Étampes
- Condado de Ésery, em Saboia
- Condado d´Eu, na Normandia
- Condado de Évreux, na Normandia
- Condado de Exmes, na Normandia

## F
- Condado de Ferrette
- Condado de Fézensac
- Condado de Ficquelmont - no sév IX fundiu-se ao Ducado da Lorena
- Condado de Flandres
- Condado de Flers, (Flers-de-l'Orne)
- Condado de Foix
- Condado de Fontenoy-le-Château
- Condado de Forcalquier
- Condado de Forez, ver  também Forez

## G
- Condado de Gâtinais
- Condado de Gaure
- Condado de Gênova, afiliado ao Ducado de Saboia
- Condado de Gévaudan
- Condado de Gien
- Condado de Goëllo, na Bretanha
- Condado de Guingamp, na Bretanha
- Condado de Guînes

## H
- Condado de Hanau-Lichtenberg (1793)
- Condado de Hiémois, na Normandia

## I
- Condado de Ivry, na Normandia

## J
- Condado de Joigny

## L
- Condado de Laon
- Condado de Laval
- Condado de La Guiche
- Condado de Longueville, tornou-se Ducado de Longueville
- Condado de Lyon
- Condado do Lauragais
- Condado do Limousin e de la Marche
- Condado de Lisieux, na Normandia

## M
- Condado de Mâcon
- Condado do Maine, em seguida tornou-se o Ducado do Maine
- Condado de Mantes
- Condado de la Marche
- Condado de Mauny
- Condado de Maurienne
- Condado de Mayenne
- Condado de Meaux
- Condado de Melun
- Condado de Meulan
- Condado de Montbéliard, em seguida tornou-se o Principado de Montbéliard
- Condado de Montfort-L'Amaury
- Condado de Montpensier em seguida tornou-se o Ducado de Montpensier
- Condado de Mortain, na Normandia
- Condado de La Motte

## O
- Condado de Orléans, em seguida Ducado d'Orléans

## P
- Condado de Pardiac
- Condado de Paris
- Condado de Penthièvre, na Bretanha
- Condado do Perche
- Condado de Périgord
- Condado de La Petite-Pierre (Lützelstein)
- Condado de Poher, na Bretanha
- Condado de Poitou ou Condado de Poitiers
- Condado de Ponthieu
- Condado de Porcien
- Condado de Porhoët, na Bretanha
- Condado de Portois
- Condado de Provença

## R
- Condado de Randan, em Auvergne
- Condado de Razès
- Condado de Rennes, na  Bretanha
- Condado de Rethel
- Condado de Rodez
- Condado de Rouergue
- Condado de Roucy
- Condado de Rouen, na Normandia
- Condado de Rougé
- Condado de Roussillon

## S
- antigo Ducado de Saint-Anthost, anexado a Semur em Auxois (1468), com relevância de Viscondado (1633)
- Condado de Salm (Salm-en-Vosges), anexado como Condado de Salm (1766) e principado de Salm-Salm (1793)
- Condado de Sancerre
- Condado de Sarrewerden (1793)
- antigo Condado de Saboia, anexado como Ducado de Saboia
- Condado de Senlis
- Condado de Sens
- Condado de Soissons
- Condado de Senozan

## T
- Condado de Tancarville, na Normandia
- Condado de Tonnerre
- Condado de Tolosa
- Condado de Tours
- Condado de Troyes

## V
- Condado de Valois
- Condado de Vannes, na Bretanha
- Condado de Varais
- Condado de Vaudémont
- Condado de Velay
- Condado Venaissino
- Condado de Vendôme
- Condado de Verdun
- Condado de Vermandois
- Condado de Vertus
- Condado de Vexin
- Condado de Vienne
- Condado de Vintimille

## ver  também
- França
- Reino da França
- Lista histórica dos ducados da França
- Lista histórica dos marquesatos da França
- Lista histórica dos viscondados da França

## 
- Este artigo foi inicialmente traduzido, total ou parcialmente, do artigo da Wikipédia em francês cujo título é «Liste historique des comtés de France».